# Polycopsisinae
Polycopsisinae is een onderfamilie van kreeftachtigen uit de klasse van de Ostracoda (mosselkreeftjes).

## Geslachten
- Discoidella Croneis & Gale, 1939 †
- Metapolycope Kornicker & Morkhoven, 1976
- Polycopsis Mueller, 1894